# Batman visszatér
A Batman visszatér (Batman Returns) 1992-ben bemutatott amerikai–brit akciófilm Tim Burton rendezésében, mely a Batman (1989) című film folytatása. Burton eredetileg nem akart még egy Batman-filmet rendezni, az előző mozival kapcsolatos vegyes érzelmei miatt. Sam Hamm forgatókönyve sem tetszett neki, melyben a Macskanő és a Pingvin elrejtett kincsek nyomába ered. A rendezői székbe végül akkor ült vissza, amikor a Warner Bros. nagyobb kreatív teret és több beleszólást hagyott neki a produkcióba, valamint Sam Hammet Daniel Watersre cserélte le. Érdekesség, hogy a Macskanő szerepére eredetileg Annette Beninget szánták, de ő terhessége miatt kénytelen volt visszautasítani a felkérést. A helyét ekkor vehette át Michelle Pfeiffer. A Batman visszatér forgatását 1991 júniusában kezdték el a Warner Bros. burbanki (Kalifornia) stúdiójában.
Az amerikai bemutató 1992. június 19-én volt.
Az amerikai Filmakadémia a Legjobb vizuális effektusok és a Legjobb smink kategóriákban jelölte Oscar díjra. A Batman visszatér emellett két BAFTA-jelölést is kapott. Bár a film anyagilag sikeres volt, még így is az előző film alatt teljesített. A Warner Bros. csalódott volt emiatt. Burtont a harmadik filmre (Mindörökké Batman) csupán mint producert kérték fel, Keaton viszont távozott a következő produkcióból.

## Cselekmény

### Összefoglaló
Nem sokkal azután, hogy Batman segítségével Gotham City megszabadult a pszichopata Jokertől, újabb veszély fenyegeti a várost. Egy korrupt üzletember a bosszúszomjas, torzszülött Pingvinnel karöltve arra készül, hogy átvegye az uralmat Gotham City felett úgy, hogy a Pingvint megválasztatják polgármesternek. A cél érdekében semmilyen eszköztől nem riadnak vissza. Csak egyvalaki képes szembeszállni velük: Batman. Belép még a képbe a Macskanő is, akiről azonban nehéz eldönteni, kinek az oldalán áll.

### Részletes cselekmény
Gotham Citytől távol, a Cobblepot-kastélyban karácsony estéjén megdöbbentő dolog történik: egy torzszülött fiúgyermeket hoz világra a ház úrnője. Ez a kastély valamennyi lakóját rémülettel tölti el. A szülők kegyetlen módon úgy döntenek, hogy a gyermeket nem tartják maguk mellett. Elviszik a torzszülöttet a közeli csatornához, és babakocsistul a jeges vizű kanálisba dobják. A szerencsétlenül járt gyermek egyre messzebb sodródik szülőhelyétől a sötét csatornában…
33 évvel később Gotham Cityben újra karácsony van. A város utcáin nagy a nyüzsgés. Az újságok olyan hírekkel vannak tele, hogy a város alatti csatornákban egy titokzatos Pingvinember él. Amíg az utcákon az emberek békésen ünnepelnek, addig Maximilian Shreck, a kőszívű és kapzsi üzletember az irodájában csak a pénzügyi gondjairól tud tárgyalásokat tartani. A tárgyalás végén Shreck, a fia és a polgármester kíséretében levonul a térre, hogy beszédet tartson az ünneplő tömegnek. Lelkesítő hangvételű beszédének egy hatalmas ajándékcsomag vet véget, amely a térre érkezik. A doboz azonban csapda, mivel egy pillanat múlva egy csapat bohócjelmezes bűnöző ugrik elő annak belsejéből, és rögtön vandálkodásba kezdenek. A rendőrség felveszi velük a harcot, de minden hiába. Itt már csak Batman segíthet. Felküldik az égre a hős hívójelét, és Bruce Wayne a denevér-jelmezében és autójában rögtön a helyszínre siet. A hős könnyűszerrel ellátja a bűnbanda baját, ám az incidens során elrabolják a menekülő Shrecket. Mikor az üzletember magához tér, a föld alatti kanálisban találja magát a titokzatos Pingvinember és annak szolgái körében. A Pingvin azt követeli Shrecktől, hogy a befolyását használva segítsen neki a város bizalmába férkőzni, mivel valójában több közük van egymáshoz, mint azt Max gondolná.
Selina Kyle, Shreck kétballábas titkárnője ezalatt éppen hazaér a munkából, ám egy telefonján hagyott üzenet miatt kénytelen visszamenni főnöke irodájába, hogy iratokat készítsen elő egy másnapi tárgyalásra. Miközben Selina az iratokat bújja, betoppan Shreck is, és gyanússá válik előtte, hogy a titkárnője most szokatlanul találékony. Amikor Selina egy olyan ügyletről próbál kérdezősködni, amit a főnöke alaposan eltitkolt a város elől Max megdühödik és kilöki a titkárnőjét az irodája ablakán. Selina több emeletnyi zuhanás után földet ér. Néhány pillanatig eszméletlenül hever a földön, mikor néhány kóbor macska arra jár, és fölébreszti. Hazaérve a még mindig kábult nőn úrrá lesz a düh, s néhány ruháját átszabva jelmezt készít magának, így éltre kel mint Macskanő. Másnap a polgármester újra a lakosság elé áll, hogy mindenkit megnyugtasson arról, hogy az elmúlt napok eseményei többé nem fordulnak elő. Beszéde közben a csatornából egy ismeretlen alak bújik elő és elrabolja a gyermekét, akit nem sokkal később – az eddig csak mesebeszéd tárgyának hitt – Pingvinember ment meg. Az eset után mindenki hősként tiszteli a torzszülöttet. Ezután Pingvin – Shreck segítségével – megpróbál fényt deríteni a múltjára és a származására. Miközben a város új megmentője a hivatalban, addig Bruce Wayne otthonában folytat nyomozást a torzszülött múltja után. Hosszas keresés után végül kiderül, hogy Pingvint Osvald Cobblepot néven anyakönyvezték, a szülei azonban már nem élnek. A temetőbe érve megtalálja szülei sírját, majd az újságírók előtt kijelenti: már rég megbocsájtott szüleinek annak ellenére, hogy azok magára hagyták. Miközben mindenki a Pingvin származásával van elfoglalva, egy sikátorban egy fiatal nőt próbálnak kirabolni, ám a tolvajt a Macskanőként először feltűnő Selina akadályozza meg tervében. Másnap Wayne és Shreck üzleti tárgyalást folytatnak, a beszélgetést Selina feltűnése zárja. Max csodálkozik azon, hogy titkárnője életben van, de maga a nő sem emlékszik az elmúlt napok történéseire. Ezután Shreck megpróbálja meggyőzni Pingvint arról, hogy induljon polgármesternek, mivel a város jelenlegi vezetője – sőt, maga Bruce Wayne is – nem hajlandó engedélyt adni arra, hogy Max új erőművet építsen a városban. Osvald hosszas győzködés után elfogadja Shreck ajánlatát, feltéve, ha az üzletember is segít neki. Tervük megvalósításához előbb Pingvin régi "barátait" hívják segítségül, akik robbantani és fosztogatni kezdenek a városban. Batman sem ül azonban ölbe tett kézzel és megakadályozza ezt. Miközben a Denevérember Pingvin csatlósaival küzd, addig a Macskanő betör egy ékszerüzletbe és kirabolja azt. Batman eközben rátalál Osvaldra annak régi rejtekhelyén, ám egyszer csak Selina tűnik fel, így a Pingvinnek sikerül kereket oldania. Ezután a hős megküzd a Macskanővel, ám végül a nő el tud menekülni. Rejtekhelyére visszaérve Bruce előbb ellátja a harcban szerzett sebeit, majd nyomozni kezd a titokzatos hölgy után. Ezután Max elkezdi kampányát, hogy Osvaldot polgármesterré válasszák. A torzszülött beszédet mond a város polgárai előtt, melyben nyílt támadást intéz Batman ellen, aki szerinte felelős a kialakult állapot miatt. Később szövetségre lép a Macskanővel, aki segít neki a hős félreállításában. A televízión keresztül Osvald üzen a polgármesternek, hogy másnap a város főterén – a békülés jegyében – gyújtsák meg együtt újra a karácsonyi fényeket. Közben Bruce és Selina között szerelem alakul ki, igaz még egyikük sem ismeri fel a másikban az éjszakai lényt. A fények meggyújtását együtt nézik végig a tévében, majd mindketten – más-más céllal ugyan – jelmezt öltenek és elindulnak a gothami éjszakába. Rövidesen megküzdenek egymással, miközben Wayne az elrabolt Jégkirálynőt szeretné megmenteni, sikertelenül (vele a Pingvin végez, miután kidobja a nőt az ablakon). Ezután Batman autóba ül és a torzszülött ellen fordul, azonban a Batmobile-t egy, az autó aljához rögzített távvezérlővel Osvald irányítja. Kisebb nehézségek után a hős – a torzszülött minden erőfeszítése ellenére – megtalálja és ártalmatlanítja az idegen vezérlőt. Pingvin másnap újabb sajtótájékoztatót tart, amin ismét Batmant teszi felelőssé a múlt éjszakai történek miatt, majd ismerteti a jelenlévőkkel a megválasztása esetén felmerülő teendőket. Beszéde szövegét Bruce és Alfred egy hamis állításokkal teli CD-vel eltorzítja, így az eddig lelkes és Pingvin mellett álló emberek csalódni kezdenek Osvaldban. A kifütyült és megdobált torzszülött dühöngve visszavonul a kanálisba és előkészíti végső támadását Gotham városa ellen. Aznap este Shreck fogadást tart a házában, melyen kiderülnek valódi szándékai. Bruce és Selina is részt vesz az estélyen, ám az eseményt – így kettejük románcát is – megzavarja a mélyből újra felbukkanó Pingvin és közli az jelenlévőkkel, hogy minden, elsőszülött gothami fiúgyermeket elraboltatott és a kanálisban tartja őket fogva, de oda viszi Max fiát, Chipet is. Shreck alkut ajánl Osvaldnak, hogy inkább őt vigye magával a fia helyett, mivel ő okozta annak kudarcát a polgármesteri székért vívott csatában, nem az ártatlan emberek. Bruce eközben sietve távozik az estélyről, hogy megakadályozza a torzszülött tervét. Rejtekhelyén, a gothami állatkert pingvinekkel teli barlangjában Osvald csatasorba állítja a madarakat és azt a parancsot adja nekik, hogy a hátukra szerelt és távvezérelt rakétákkal pusztítsák el Gothamet. Batman megakadályozza Pingvin tervét, így a város megmenekül, sőt még azok "kicsikéit" is sikerül ellene fordítania. Miután látja, hogy terve romba dőlt, Osvald a Denevéremberre támad, a hős azonban könnyűszerrel legyőzi őt, s a segítségül hívott denevéreknek köszönhetően a torzszülött beleesik egy jeges vízzel teli medencébe. Miközben Pingvin a köpenyes lovaggal küzd, addig Shreck kiszabadul ketrecéből és szökni próbál. Tervében a Macskanő akadályozza meg, aki közli volt főnökével, itt az ideje, hogy bosszút álljon rajta. Max alkudozni próbál a nővel, hogy mentse az életét, ám Selina nem hajlandó erre. Időközben megérkezik Batman és megakadályozza a Macskanőt abban, hogy végezzen Shreckkel. Ezután megkéri, hogy hagyja a gazembert a rendőrségre, ők ketten pedig – együtt – menjenek haza. A Macskanő már-már hajlandó lenne a kérést teljesíteni – főleg miután Bruce többször nevén is szólítja a nőt és álarcát levéve felfedi előtte valódi énjét -, ám az utolsó pillanatban meggondolja magát. Shreck – miután szembesül Batman és Macskanő valódi kilétével – előveszi azt a kabátjába rejtett pisztolyt, amit még az előbb talált a medence alján, mialatt Selinával dulakodott, és rálő Bruce-ra. Az esetet látva a Macskanő dühösen a férfire támad, ám az többször is rálő a nőre. Megmaradt erejével – és egy Pingvin embere által használt sokkoló segítségével – Selina a golyó nélkül maradt Shreck-re ront és egy generátorról letépett vezetékkel végez volt főnökével. Az épület eközben felrobban, így Bruce nem tud segíteni szerelmén. A roncsok között Wayne a holttestek után kutat, de csak Shreck maradványait találja ott, Selináét nem. Bruce háta mögött egyszer csak feltűnik Pingvin, akinek az orrából és szájából ömlik a vér. Még egy utolsó kísérletet tesz arra, hogy legyőzze a hőst, de most sem jár sikerrel. Ereje fogytán Osvald is rövidesen meghal, holttestét a pingvinek a víz mélyére rejtik el. Ezután Bruce-t látjuk, amint autójával hazafelé indul. Hirtelen egy árnyat pillant meg az egyik sikátorban, így arra kéri a járművet vezető komornyikot, hogy álljon meg. Wayne kiszáll a kocsiból és a hóhullásban abba az irányba indul, ahol az árnyat megpillantotta. Odaérve azonban egy fekete macskán kívül nem talál senkit. Bruce egy pillanatra elgondolkodik, majd a macskával az ölében visszaül az autóba és hazaindul. Úton hazafelé Wayne és Alfred boldog karácsonyt kívánnak egymásnak.
Az utolsó jelentben előbb a hóhullásban elhajtó autót, majd pedig a várost láthatjuk, melynek egén feltűnik Batman hívójele. Ezután a Macskanőt láthatjuk, aki – valószínűleg – túlélte a robbanást.

## Főszereplők
| Szereplő                 | Színész            | Magyar hang        |
| ------------------------ | ------------------ | ------------------ |
| Bruce Wayne/Batman       | Michael Keaton     | Gyabronka József   |
| Osvald Cobblepot/Pingvin | Danny DeVito       | Sztankay István    |
| Selina Kyle/Macskanő     | Michelle Pfeiffer  | Farkas Zsuzsa      |
| Max Shreck               | Christopher Walken | Végvári Tamás      |
| Alfred Pennyworth        | Michael Gough      | Velenczey István   |
| A polgármester           | Michael Murphy     | Ujréti László      |
| Jégkirálynő              | Cristi Conaway     | Prókai Annamária   |
| Charles ’Chip’ Shreck    | Andrew Bryniarski  | Stohl András       |
| James Gordon felügyelő   | Pat Hingle         | Kisfalussy Bálint  |
| Organ Grinder            | Vincent Schiavelli | Reviczky Gábor     |
| Jen                      | Jan Hooks          | Kiss Erika         |
| Josh                     | Steve Witting      | Forgács Péter      |
| Nő uszkárral             | Anna Katarina      | Menszátor Magdolna |
| Újságárus srác           | Sean Whalen        | Bolba Tamás        |

### A magyar változat munkatársai
- Magyar szöveg: Pataricza Eszter
- Hangmérnök: Kardos Péter
- Rendezőasszisztens: Kajdácsi Brigitta
- Vágó: Simkóné Varga Erzsébet
- Gyártásvezető: Fehér József
- Szinkronrendező: Juhász Anna

A szinkront a Mafilm Audio Kft. készítette 1992-ben.